# Helmut Rond
Helmut Rond (* 11. Juni 1942; † 26. November 2013), besser bekannt als Der Löwe oder DJ Löwe, war ein deutscher Discjockey, Musiker und Sänger.

## Leben
In den 1960er Jahren war Rond DJ im Hamburger Star-Club. Später legte er im Jaguar-Club in Herford und im Astoria in Hamm auf.  In den 1970er Jahren betrieb er in Kamen Omis Schnapshaus. Dort war oft Gunter Gabriel zu Gast, mit dem Rond befreundet war.
Rond spielte selbst von Beat und Rock ’n’ Roll geprägte Musik, in den 1960er Jahren mit der Band Die Fremden, später mit den Clochards und als Löwe & Co. Einer seiner bekannteren Songs ist Mein Weib, das zieht immer schwarze Unterwäsche an, ein Cover von Lonnie Donegans Skiffle-Hit Does Your Chewing Gum Lose Its Flavour on the Bed Post over Night, Die Single von Löwe & Co erschien 1976 im Umfeld der Hamburger Szene auf dem Hansa-Label. 2008 wurde das Lied auf der Sony/BMG-Kompilation Zeitgeist 1975–79 wiederveröffentlicht; als Interpreten wurden darauf falsch Löw & Co angegeben.
Zwanzig Jahre lang arbeitete Rond als Tennislehrer in Hamm. 2008 produzierte er mit Uli Haider dessen Song Heut kriegt ihr keine Schnitte. 2009 feierte der „Löwe“ ein Comeback mit einer Liveband.

## Diskografie
Löwe & Co (1976) 
- Es darf gelöwt werden (Live aus Omi's Schnapshaus) (Album, Hansa)[4]
- Mein Weib, das zieht immer schwarze Unterwäsche an (Single, Hansa)